# کارل آس
کارل آس (نروژی: Karl Aas; ۲۵ اوت ۱۸۹۹ – ۱ سپتامبر ۱۹۴۳) ژیمناست هنری اهل نروژ بود.